# 綱島シャルル
綱島 シャルル（英: Charles Tsunashima、別名：チャールズ・綱島、1974年 - ）は、家具・インテリア・ファッション等のインダストリアルデザイナー。

## プロフィール
東京生まれ。父は日本人、母はフランス人。
セント・メリーズ・インターナショナル・スクール高校卒業後 、ロードアイランド・スクール・オブ・デザインに入学
。
卒業後イタリア、ミラノで留学。ISSEY MIYAKE、ノール(Knoll)でデザイナーとして働き、2006年にデザイン会社ジェネレートを設立。
現在多摩美術大学とアートセンター・カレッジ・オブ・デザインの国際協働教育プロジェクト「環太平洋スタジオ」FUTURE CRAFTの講師。